# Ole Knudsen
Ole Knudsen (født 15. marts 1959 i Maribo) er en dansk redaktør og forfatter. Han har hovedsageligt arbejdet for Gyldendal, men har også været redaktionschef og direktør flere andre steder, og han har udgivet en række bøger.

## Karriere
Ole Knudsen voksede op i Maribo, hvor han stod på skøjter og var spejder. Han blev matematisk student fra Maribo Gymnasium og flyttede derefter til København og læste nordisk litteratur på Københavns Universitet, hvor han bl.a. specialiserede sig i Holberg og Pontoppidan. Efter endt studie blev han ansat på Lolland-Falsters Folketidende som musikanmelder, hvor han var fra 1978-1982. Han blev ansat som bogklubredaktør hos Gyldendal i 1985. Han Blev senere skønlitterær redaktør og pressechef samme sted. Fra 1990-91 var han marketingchef på Det Kongelige Teater, og herefter blev han 1992-2000 redaktionschef på Aschehoug. Han blev direktør for Gyldendals datterforlag Forum, Spektrum og Fremad i perioden 2000-2003. I 2004 blev han udviklingschef i Gyldendal Koncernen. I dag er han redaktør i deres non-fiktions-redaktionen.
I 2007 blev han redaktør på Blæksprutten, men måtte lukke udgivelserne i 2014, fordi oplaget var faldet voldsomt, uden at redaktionen var fulgt med, og det derfor ikke længere var økonomisk rentabelt.
Sideløbende har han oversat en række tegneserier, heriblandt Gary Larsons Langt Ude og Charles M. Schulz' Radiserne. Han har også skrevet en række bøger, herunder serien Lokumsbogen sammen med Sten Wijkman Kjærsgaard, der er udkommet siden 1999, Cocktails og drinks (2008) og Hvor var du? (2008) samt artikler om kunst, spiritus mm. i dagblade og magasiner som Politiken, Dagbladet Information, Gastro og Samvirke
I 1982 vandt han den nordiske popquiz "Hit" på DR.
Han er desuden hyppig gæst i Jakob Stegelmanns podcast Stegelcast, hvor han særligt snakker om tegneserier.

## Filmografi
- Thorvald og Linda (1982) - Studenten
- Schweisshunden (1999) - manuskript og instruktiør, dokumentarfilm